# Glutophrissa drusilla
Glutophrissa drusilla är en fjärilsart som först beskrevs av Pieter Cramer 1777.  Glutophrissa drusilla ingår i släktet Glutophrissa och familjen vitfjärilar. Inga underarter finns listade i Catalogue of Life.

## Bildgalleri

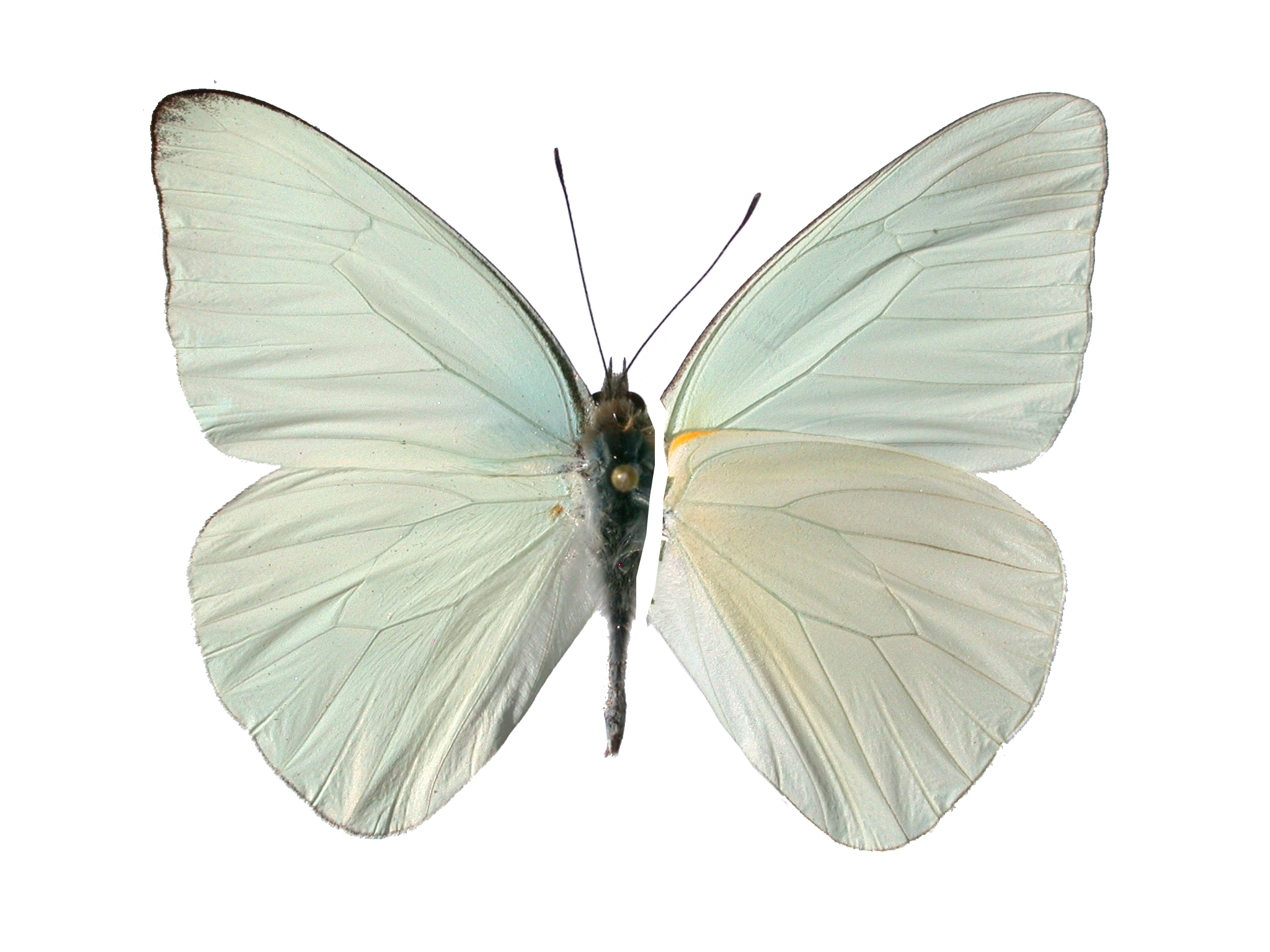